# Violettkehl-Höschenkolibri
Der Violettkehl-Höschenkolibri (Eriocnemis vestita, gelegentlich auch noch Eriocnemis vestitus) oder manchmal auch Bronzeschneehöschen ist eine Vogelart aus der Familie der Kolibris (Trochilidae), die in den Ländern Venezuela, Kolumbien, Ecuador und Peru verbreitet ist. Der Bestand wird von der IUCN als „nicht gefährdet“ (least concern) eingeschätzt.

## Merkmale
Der Violettkehl-Höschenkolibri erreicht eine Körperlänge von etwa 9 bis 10 cm, wobei die Männchen zwischen 3,3 bis 7,2 g und die Weibchen zwischen 3,6 bis 5,3 g wiegen. Der Schnabel ist gerade und schwärzlich. Das Männchen schimmert auf der Oberseite grün, was am Bürzel und den Oberschwanzdecken ins Goldengrün übergeht. Die Kehle und die obere Brust schimmern schwärzlich grün, der Bauch schillert goldengrün. Ein auffälliges Merkmal ist der glitzernde violette Kehlfleck, der von goldengrünen Fransen umgeben ist. Die Unterschwanzdecken schillern violettblau. Die langen Federbüschel an den Beinen sind weiß, was sich farblich stark vom gegabelten stahlblauen Schwanz abhebt. Die Oberseite des Weibchens schimmert goldengrün, darunter hat es einen zimtfarbenen gelbbraunen Wangenstrich. Die Kehle und Brust sind gelbbraun mit glitzernden goldengrünem Pailletten-artigem Gefieder durchsetzt. Auch den gräulich grünen Bauch zieren grüne „Pailletten“. Der Kehlfleck ist reduziert auf wenige bläulich violette Flecken. Jungtiere ähneln den Weibchen.

## Verhalten und Ernährung
Der Violettkehl-Höschenkolibri verhält sich sehr aggressiv und territorial an Nektarquellen mit kurzen Kronblättern wie z. B. aus der Gattung Palicourea oder den Arten Clusia multiflora, Clusia pubescens, Tibouchina grossa und Gaylussacia buxifolia. Meist sammelt er an tiefen Pflanzen außerhalb des Gestrüpps oder an Heidekrautgewächsen und Färberröten. Auch an Tillandsien wurde er schon beobachtet. Seinen Nektar besorgt er sich im Schwirrflug, im Sitzen oder durch Festklammern an der Pflanze. Außerdem ernährt er sich von Insekten, die er im Flug jagt. Meist sind das Zweiflügler, aber auch Hautflügler und Spinnen.

## Lautäußerungen
Der Gesang des Violettkehl-Höschenkolibris besteht aus einzelnen metallisch klingenden  tsik-Tönen oder doppelsilbigen tsi-tsik-Lauten, die er in unregelmäßigen Intervallen wiederholt. Diese gibt er sitzend und schwirrend von sich. Der Ruf eines jungen Nestlings klingt wie siil-siit und wird ausgerufen, um die Aufmerksamkeit der ausgewachsenen Vögel zu erhaschen.

## Fortpflanzung
Violettkehl-Höschenkolibris leben als Einzelgänger und kommen nur zur Paarung zusammen. Die Männchen locken die Weibchen an, indem sie in einem U-förmigen Muster vor ihnen herfliegen. Sowohl der männliche als auch der weibliche Violettkehl-Höschenkolibri kann mehrere Paarungspartner haben.
Die Brutsaison des Violettkehl-Höschenkolibris ist im Süden Kolumbiens im Departamento de Antioquia im späten Juni und im Dezember. In den Ostanden Kolumbiens brütet er das ganze Jahr mit Ausnahme des Julis. Die Anzahl an Jungvögeln ist dort im September und im Januar am größten. Ausgewachsene Exemplare mausern ihre Handschwingen zwischen März und Mai. Das Nest wird oft im Gras gebaut. Das Gelege besteht aus zwei weißen Eiern, und die Bebrütung erfolgt ausschließlich durch das Weibchen. Die erste Brut erfolgt im zweiten Lebensjahr der Vögel.

## Verbreitung und Lebensraum

Verbreitungsgebiet des Violettkehl-Höschenkolibris

Der Violettkehl-Höschenkolibri bevorzugt relativ offene Flächen in gemäßigten oder Páramo-Zonen. Er bewohnt hauptsächlich die oberen Ränder der Bergwälder, lebt aber auch an buschigen Hängen, bewachsene Heiden und im feuchten Páramo mit heidekrautartigen Sträuchern wie z. B. der Gattungen Pernettya und Johanniskräuter. Gelegentlich sieht man ihn in dichter bewaldeten Gebieten der subtropischen Zone. Er bewegt sich in Höhenlagen von 2250 bis 4200 Meter, doch meist zwischen 2800 und 3500 Meter.

## Migration
Der Violettkehl-Höschenkolibri gilt gemeinhin als Standvogel.

## Unterarten
Es sind vier Unterarten bekannt:
- Eriocnemis vestita paramillo (Chapman, 1917)[4] kommt im Nordwesten Kolumbiens vor. Der Unterart fehlen die goldgelben Fransen am Kehlfleck.[1]
- Eriocnemis vestita vestita (Lesson, RP, 1839)[5] – die Nominatform ist im Osten Kolumbiens und dem Nordwesten Venezuelas verbreitet.
- Eriocnemis vestita smaragdinipectus Gould, 1868[6] kommt im Südwesten Kolumbiens und dem Osten Ecuadors vor. Das Männchen der Unterart hat einen größeren Kehlfleck als alle anderen Unterarten.[1]
- Eriocnemis vestita arcosae Schuchmann, Weller & Heynen, 2001[7] ist im Süden Ecuadors und dem Norden Perus verbreitet. Diese Unterart ähnelt E. v. smaragdinipectus, doch unterscheidet sie sich durch gelblich goldengrüne Fransen an Bürzel und Unterschwanzdecken. Die glitzernden Bereiche des Rückens sind vergleichbar mit E. v. smaragdinipectus, doch haben Männchen einen kürzeren Schnabel. Der Bauch ist weniger weißlich als in den anderen Unterarten.[1]

## Etymologie und Forschungsgeschichte
Die Erstbeschreibung des Violettkehl-Höschenkolibris erfolgte 1839 durch René Primevère Lesson unter dem wissenschaftlichen Namen Ornismya vestita. Das Typusexemplar befand sich in der Sammlung von  Agathe François Gouÿe de Longuemare und stammte angeblich aus Santafé de Bogotá. 1849 führte Heinrich Gottlieb Ludwig Reichenbach die neue Gattung Eriocnemis ein, der erst später auch der Violettkehl-Höschenkolibri zugeordnet wurde. Dieser Name leitet sich von den griechischen Wörtern ἔριον érion für „Wolle“ und κνημίς knēmī́s für „Manschette, Beinschiene“ ab. Der Artname vestita leitet sich vom lateinischen vestitus, vestire, vestis für „geschmückt, gekleidet, schmücken, Kleidung“ ab. Paramillo bezieht sich auf das Sammelgebiet Nudo de Paramillo. Arcosae ist der ecuadorianischen Biologin Laura Arcos Terán gewidmet. Smaragdinipectus ist ein lateinisches Wortgebilde aus smaragdinus, smaragdus für „smaragdfarben, Smaragd“ und pectus, pectoris für „Brust“.